# Belisari Appiani d'Aragona
Belisari Appiani d'Aragona (1465 - Valle, 1515) fou un noble italià, fill de Jaume III Appiani d'Aragona, senyor de Valle i Montioni el 22 de març de 1474 primer conjuntament amb el germà Gerard Appiani d'Aragona de Còrsega i després de la mort de Gerard el 1502, sol. Va morir vers el 1515.
Estava casat amb Aurèlia Sforza filla de Guiu Sforza comte de Santa Fiora, la qual va morir el 1521. Fou el pare de Ferran Appiani d'Aragona, de Juli (nascut el 1494 i mort jove) i de Camil (Valle 1496- Volterra 1529, capità de Siena del 1526 al 1529, i capità d'una companyia de cors a l'exèrcit de Florència el 1529, va morir a Volterra assassinat pels seus propis soldats l'octubre de 1529; casat el 1527 amb Lucrècia Colonna filla d'Alexandre Colonna senyor de Palestrina i Castelnouvo, morta el 1576)